# Lukáš Provod
Lukáš Provod (Pilsen, 23 de octubre de 1996) es un futbolista checo que juega en la demarcación de centrocampista para el S. K. Slavia Praga de la Liga de Fútbol de la República Checa.

## Selección nacional
Tras jugar con la selección de fútbol sub-20 de República Checa y la sub-21, finalmente hizo su debut con la selección absoluta el 4 de septiembre de 2020 en un partido de la Liga de Naciones de la UEFA contra Eslovaquia que finalizó con un resultado de 1-3 a favor del combinado checo tras los goles de Vladimír Coufal, Bořek Dočkal, y de Michael Krmenčík para la República Checa, y de Ivan Schranz para Eslovaquia.

### Participaciones en Eurocopas
| Copa          | Sede     | Resultado    | Partidos | Goles |
| ------------- | -------- | ------------ | -------- | ----- |
| Eurocopa 2024 | Alemania | Primera fase | 3        | 1     |

## Clubes
| Club                          | País            | Año       | Partidos | Goles |
| ----------------------------- | --------------- | --------- | -------- | ----- |
| F. K. Baník Sokolov           | República Checa | 2016-2018 | 44       | 2     |
| S. K. Dynamo České Budějovice | República Checa | 2018-2020 | 21       | 4     |
| S. K. Slavia Praga            | República Checa | 2020-     | 185      | 19    |

## Palmarés

### Campeonatos nacionales
| Título                                        | Club                          | País            | Año  |
| --------------------------------------------- | ----------------------------- | --------------- | ---- |
| Liga Nacional de Fútbol de la República Checa | S. K. Dynamo České Budějovice | República Checa | 2019 |
| Liga de Fútbol de la República Checa          | S. K. Slavia Praga            | República Checa | 2020 |
| Liga de Fútbol de la República Checa          | S. K. Slavia Praga            | República Checa | 2021 |
| Copa de la República Checa                    | S. K. Slavia Praga            | República Checa | 2021 |
| Copa de la República Checa                    | S. K. Slavia Praga            | República Checa | 2023 |
| Liga de Fútbol de la República Checa          | S. K. Slavia Praga            | República Checa | 2025 |